# O Jardim das Aflições
O Jardim das Aflições – De Epicuro à ressurreição de César: ensaio sobre o Materialismo e a Religião Civil é um livro do teórico da conspiração brasileiro Olavo de Carvalho, publicado em 1995. O livro, juntamente com as obras A Nova Era e a Revolução Cultural (1994) e O Imbecil Coletivo (1996), compõem uma trilogia daquilo que o autor considera como "obras de combate". No site da Amazon Brasil, foi listado entre os 100 mais vendidos na temática Política e Ciências Sociais, sendo o segundo livro do autor com maior expressividade comercial na plataforma.
O livro inspirou um filme que leva o mesmo nome, O Jardim das Aflições, lançado em 2017.

## Sinopse
O livro é um ensaio cuja tese fundamental é a de que a história do Ocidente é marcada pela ideia de império. A ampliação dos domínios do império até os limites do mundo visível é um objetivo permanente, por meio de sucessivas tentativas de reestruturação, ainda que com roupagens diferentes. Um livro original e perturbador que, partindo da análise de um evento aparentemente menor, e tomando-o como ocasião para mostrar os elos entre o pequeno e o grande, o quotidiano e o eterno, o mundano e o erudito, entre outras dicotomias, alargando-se em giros concêntricos até abarcar, numa complexa filosofia da história, o horizonte inteiro da cultura ocidental.

## Recepção crítica
A leitura do livro tem sido apontada como desafiadora pela linguagem sinuosa e pelo seu texto denso. Uma parcela dos críticos consideraram a obra uma análise apurada dos vários movimentos que marcaram a modernidade e seus reflexos nos dias atuais, num texto que instiga no leitor uma maior reflexão e senso de observação perante a realidade do mundo contemporâneo. Em contrapartida, outros críticos consideraram a obra uma análise temerária sobre elementos históricos e com apelo sensacionalista ao invocar teorias conspiratórias. A obra foi inclusa na lista de 100 livros do programa "Expedições pelo mundo da cultura", do prof. José Monir Nasser, na posição #12, entre O Vermelho e o Negro (Stendhal) e O Homem sem Qualidades (Robert Musil), sendo uma das duas obras brasileiras listadas (a outra Memórias Póstumas de Brás Cubas, de Machado de Assis).
Bruno Tolentino, em seu prefácio, considerou a obra uma rigorosa e instigante investigação de aflições, escrevendo: "(…) Olavo de Carvalho volta a nos dizer em alto e bom som: basta de sestas à sombra da utopia e do marasmo mental, são mais que horas de acordar para cuspir...  e pensar! Quanto a mim, que onde deixei um país encontrei trinta anos depois um acabrunhante acoplamento de pedantaria e show business, a alegre festa no velório acaba — uma vez mais! — com este  admirável livro, nosso retrato assustador, O Jardim das Aflições. Que os mortos enterrem seus mortos: sai da frente, leitor…". O poeta carioca, ao receber cópia do manuscrito de O Jardim das Aflições, também teria dito que a estrutura do livro fê-lo lembrar-se das sinfonias do compositor finlandês Jean Sibelius. Olavo afirmou que foi por insistência de Tolentino que ele lançou a obra numa tiragem maior, por uma editora profissional, já que na época publicava seus livros apenas para um ciclo pequeno de alunos e amigos.
Rodrigo Constantino discordou de alguns apontamentos do livro; por exemplo, não considerou que o Jardim de Epicuro seja o "Jardim das Aflições" e disse não ver sentido "(…) na acusação de que o epicurista busca de maneira desenfreada os prazeres imediatos do corpo". Para Joel Pinheiro da Fonseca, O Jardim das Aflições "(…) é um livro sem unidade, que vai de uma tentativa constrangedora de refutação de Epicuro, desmerecido como 'hipnotista' (acusação que faria mais sentido se voltada ao próprio Olavo) aos perigos da Programação Neurolinguística, pseudociência já desacreditada quando o livro foi publicado. Também discorre sobre maçonaria, comunismo, correntes esotéricas, milenarismos. Supostamente, o tema central é o conceito de império no ocidente, mas, na prática, é pouco mais que a aplicação sensacionalista de teorias conspiratórias". Outra discordância é sobre a suposta refutação do teorema de Cantor que o filósofo fez na obra, onde críticos a consideraram malsucedida e pretensiosa, pois o filósofo não teria compreendido o argumento e ainda extrapolado o seu escopo.
Ronaldo Castro de Lima Junior destacou que o livro, "(…) mesmo com rico vocabulário, com uma narrativa clássica e trazendo ideias de uma complexidade quase vertiginosa, pode ser compreendido por quem tem uma formação relativamente básica. E por isso também é uma obra-prima". Em coluna no O Globo, Caetano Veloso fez breves comentários sobre O Jardim das Aflições, em que o adjetivou como "livro eloquente contra Epicuro" e escreveu que nele "Olavo reprova os pragmatistas". Pedro Sette-Câmara, na Folha de S. Paulo, escreveu a respeito da obra: "Admirei a tentativa — até porque hoje são malvistas empreitadas assim — de abarcar um objeto tão vasto quanto a história do Ocidente. Admirei o trânsito do estilo jornalístico à argumentação filosófica, a variação entre o tom bem-humorado e o místico. Era o que eu esperava, sem originalidade, de uma virtude estética: o texto era atraente por estar a serviço do assunto".
Leopoldo Serran definiu o livro como "maravilhoso, um clarão nas trevas". Já o membro da ABL Josué Montello considerou ter lido poucos livros com o mesmo interesse e gratidão. Vamireh Chacon elogiou o método e o estilo de escrita do autor, considerando-o conciso, preciso e rigoroso. Para Antonio Fernando Borges, "O Jardim das Aflições nos brinda com uma contundente crítica a intelectualidade brasileira, em sua marcha irresponsável pelo igualitarismo". Paulo Briguet (2017) escreveu que "ler um livro como O Jardim das Aflições, publicado em 1995, é encontrar um panorama profético de toda a tragicomédia vivida pela sociedade brasileira nos últimos 20 anos. O autor descreveu exatamente o projeto de poder que solapou completamente a base cultural e espiritual do Brasil para que uma elite criminosa pudesse reinar sobre o país". Segundo Fabrício de Moraes, o livro "demonstra como o Império, sendo não uma teoria mas uma realidade, subjaz a todas as transformações e conflitos, mesmo aqueles mais renhidos e antitéticos entre si".
Na nota do autor, na segunda edição do livro, dois anos após o seu lançamento, Olavo de Carvalho considerou que "apesar dos elogios de Antonio Fernando Borges, Vamireh Chacon, Roberto Campos, Josué Montello, Herberto Sales, Leopoldo Serran e muitos outros", o livro não mereceu do público a atenção que recebeu O Imbecil Coletivo, publicado em 1996. O filósofo afirmou na nota que, "se há um livro em que o autor disse tudo o que nele queria dizer, é este. Só repito o apelo a que o leitor não o leia de viés e saltado, mas pela ordem dos capítulos (…)". No posfácio da terceira edição, ele responde questionamentos em torno das ideias presentes na obra e sua relação com o cenário sociopolítico do mundo atual.